# セシル・ハームズワース (初代ハームズワース男爵)

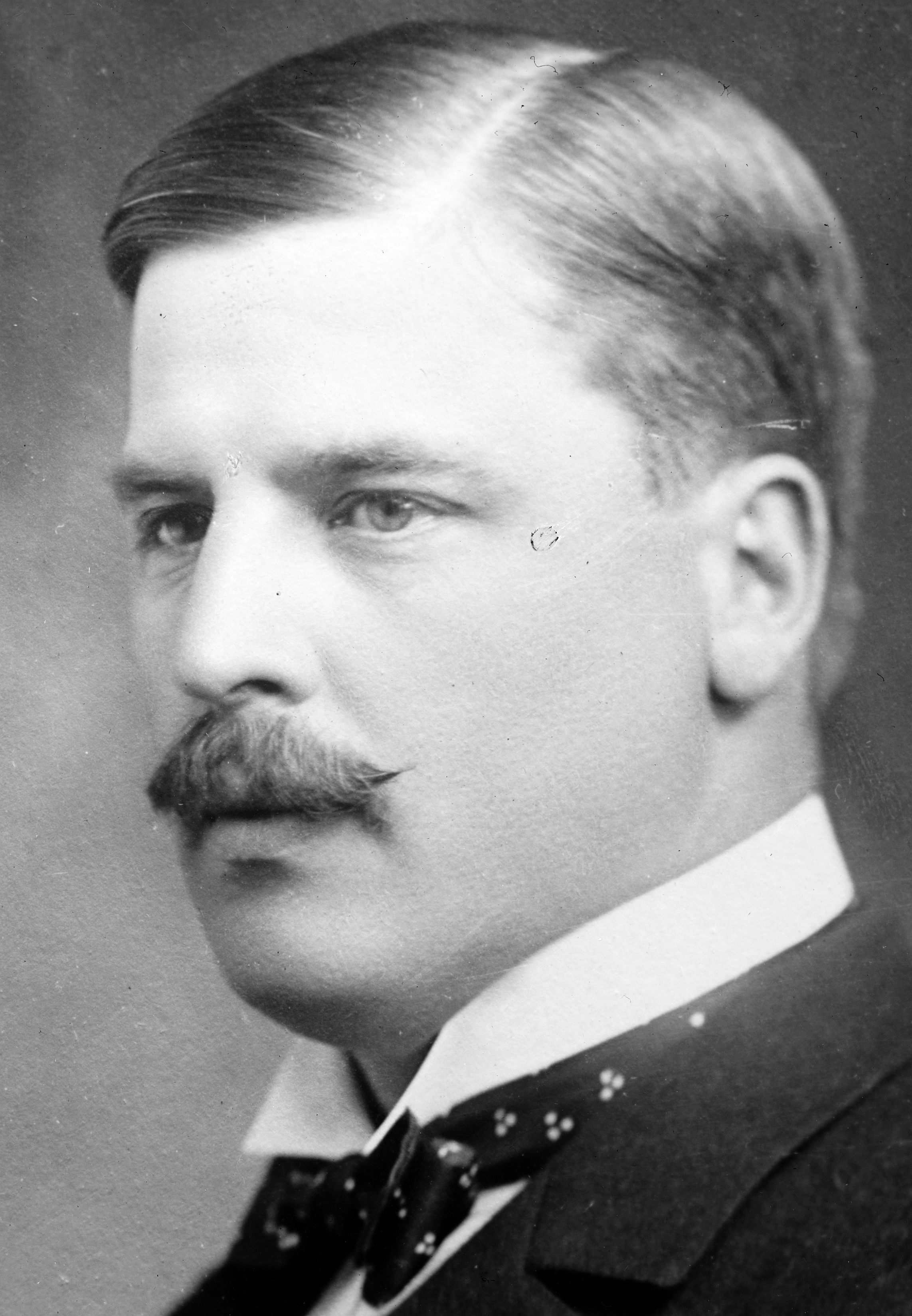
初代ハームズワース男爵セシル・ハームズワース

初代ハームズワース男爵セシル・ビショップ・ハームズワース（英: Cecil Bisshopp Harmsworth, 1st Baron Harmsworth、1869年9月23日 - 1948年8月13日）は、イギリスの政治家、貴族。

## 経歴
1869年9月23日にアルフレッド・ハームズワースとその妻ジェラルディン（旧姓マフェット）の三男としてロンドン・セント・ジョンズ・ウッドに生まれる。新聞事業者として知られる初代ノースクリフ子爵アルフレッドは長兄、同じく新聞事業者の初代ロザミア子爵ハロルドは次兄である。弟に初代準男爵レスターや初代準男爵ヒルデブラントらがいる。
セント・メリルボーン・グラマー・スクールからダブリン大学トリニティ・カレッジへ進学。
1906年から1910年にかけてドロイトウィッチ選挙区、ついで1911年から1922年にかけてルートン選挙区から選出されて自由党の庶民院議員を務める。
1914年から1915年にかけて通商長官の議会担当秘書官、ついで1915年には内務省政務次官を務めた。
この時期にサミュエル・ジョンソンが住んでいたシティ・オブ・ロンドンの家を買い取って修復する事業を行い、1914年にジョンソン博士の家として一般公開された。
第一次世界大戦中の1917年から1919年にかけてはロイド・ジョージ首相の事務局のメンバーだった。1919年には封鎖大臣代理(Acting Minister of Blockade)に就任。1919年から1922年にかけては外務省政務次官を務める。
兄たちが経営するアソシエイテッド・ニュースペーパーズの社長も務めていた。
1939年2月4日に連合王国貴族爵位ハームズワース男爵に叙せられ、貴族院議員に列した。
1948年8月13日に死去。爵位は次男セシルが継承した（長男は早世）。

## 栄典

### 爵位
1939年2月4日に以下の爵位を新規に与えられた。
- サリー州におけるエガムの初代ハームズワース男爵
(1st Baron Harmsworth, of Egham in the County of Surrey)
（勅許状による連合王国貴族爵位）

## 家族
1897年にエミリー・モフェットと結婚し、彼女との間に以下の5子を儲ける。
- 長男セシル・アルフレッド・ハミルトン・ハームズワース （1898年 - 1899年）
- 長女ステラ・メアリー・ハームズワース （1899年 - ）
- 次女ダフネ・セシル・ローズマリー・ハームズワース （1901年 - 1993年） - コリン・ブロディー大尉、ついでハロルド・ディクソン中佐と結婚
- 次男セシル・デズモンド・バーナード・ハームズワース （1903年 - 1990年） - 第2代ハームズワース男爵位を継承
- 三男エリック・ビーチャム・ノースクリフ・ハームズワース （1905年 - 1988年）